# Креселецьке лісництво

Схема лісових квадратів лісництва з інформаційного стенда на Грушківській дорозі до Мотронинського монастира

Креселецьке лісництво — лісництво Державного підприємства «Кам'янське лісове господарство» розташоване на території трьох адміністративних районів Черкаської області — Смілянського, Чигиринського та Кам'янського.
На території лісництва розташований реліктовий лісовий масив та важлива історична територія під назвою Холодний Яр, що займає перше місце в Україні за кількістю археологічних, історичних, наукових об'єктів.

## Характеристика

Розподіл за породами дерев:
68% Дуб звичайний
10% Акація біла
8% Ясен звичайний
5% Граб звичайний
2% Сосна звичайна
1% Клен гостролистий
6% Інші породи

З 6818 га загальної площі урочища — 6256 га (91,7 %) вкрито лісовою рослинністю. За породним складом тут переважають дубові насадження — 68 % площі. Є насадження з переважаючою породою ясенем звичайним — 8 %, білої акації — 10 %. Хвойні, переважно соснові насадження, займають 2 % площі. У складі насаджень зустрічаються окремі екземпляри дерев високого віку.
| Площа земель лісового фонду, га      | 6818  |
| З них вкриті лісовою рослинністю, га | 6256  |
| Ліси першої групи, га                | 3955  |
| Ліси другої групи, га                | 2863  |
| Природно-заповідний фонд, га         | 956,3 |
| Середній вік насаджень, років        | 72    |
| Середня висота лісу, м               | 24    |
| Середній бонітет лісу, од            | 1,2   |
| Середній приріст на 1 га, м³         | 3     |
| ------------------------------------ | ----- |

## Природно-заповідний фонд
На території лісництва розташовані об'єкти природно-заповідного фонду:
- Пам'ятки природи:
  - «Холодний Яр»
  - Гиричеве
  - Дуб Максима Залізняка
  - Монастирське джерело
  - Сквер учасників партизанського руху
- Заказники:
  - Білосніжний
  - Гульбище
  - Землянки
  - Зубівський
  - Касьянове
  - Оля
  - Тюльпан дібровний
- Заповідне урочище Атаманський парк[2]